# Jessie Street

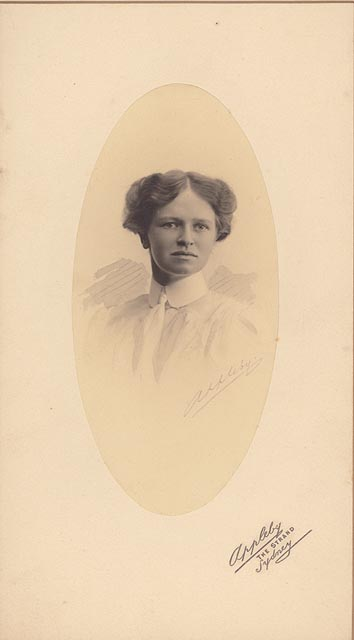
Jessie Street (1910)

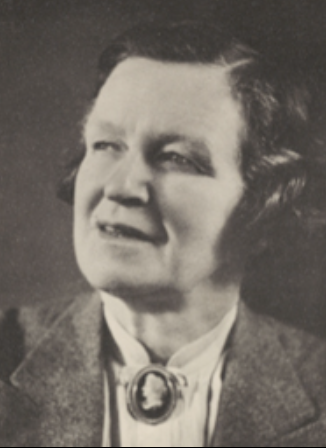
Jessie Street in reiferem Alter

Lady Jessie Mary Grey Street (* 1889 in Ranchi, Jharkhand; † 1970 in Sydney) war eine australische Feministin, Aktivistin für die Rechte der Aborigines und Autorin.

## Herkunft, Familie und Ausbildung
Jessie Mary Grey Street wurde 1889 in Ranchi im Nordwesten von Britisch-Indien als ältestes Kind von Charles Alfred Gordon Lillingston, der einer Seitenlinie der britischen Adelsfamilie Grey entstammte, und seiner Frau Mabel Harriet Ogilvie, Tochter des australischen Politikers Edward Ogilvie, geboren.
Nach der Schulausbildung an Privatschulen in England absolvierte sie ein Studium an der University of Sydney.
Sie war verheiratet mit dem Richter Sir Kenneth Whistler Street, der einer prominenten Familie von Juristen, Politikern und Militärangehörigen in New South Wales entstammte. Ihr Sohn Sir Laurence Whistler Street, der ebenfalls ein hochrangiger Richter war, engagierte sich später in Fortführung des Anliegens seiner Mutter für die Anerkennung kultureller Rechte der australischen Aborigines.

## Politische und gesellschaftliche Arbeit
Als sie 1920 Sekretärin des Nationalen Frauenrates (National Council of Women) wurde, setzte sie sich zugleich früh als Aktivistin für den im Januar 1920 gegründeten Völkerbund ein. Nach einer Tätigkeit als Präsidentin des Feminist Club wurde sie 1929 Gründungspräsidentin der United Association of Women, einem Dachverband der feministischen Bewegung in New South Wales.
Bei den Wahlen zum australischen Repräsentantenhaus kandidierte sie 1943 sowie 1946 erfolglos als Kandidatin der Australian Labor Party. Zwischen 1945 und 1946 war sie eine von wenigen weiblichen Delegierten bei der Konferenz von San Francisco, die die Charta der Vereinten Nationen erarbeitete. Sie war 1947 Gründungsmitglied der UN-Frauenrechtskommission, wo ihr besonderer Einsatz dem Anliegen galt, dass die Diskriminierung von Menschen aufgrund von Geschlecht, Rasse und Religion in der UN-Menschenrechtscharta geächtet wurde.
Später arbeitete sie eng mit Faith Bandler zusammen, die sich für die Rechte der Aborigines und der Torres Strait Islanders einsetzte.
Sie war über 50 Jahre lang eine prägende Persönlichkeit auf der australischen und internationalen politischen Bühne, von den Auseinandersetzungen um das Frauenwahlrecht in England bis zur verfassungsmäßigen Gleichstellung der Aborigines im Jahr 1967. Als Außenseiterin in Australiens konservativem Establishment wurde sie wegen ihres Einsatzes für eine Verbesserung der Beziehungen zur UdSSR und Entspannungspolitik während des Kalten Krieges von ihren Kritikern in den rechtsgerichteten Medien als "Red Jessie" diskreditiert. Sie aber war unbeirrt bis ins hohe Alter für ihre Anliegen aktiv.

## Würdigungen
- Jessie Street Garden in Sydney
- Jessie Street National Women's Library
- Website des Jessie Street Trusts

## Schriften
- Jessie Street, a Revised Autobiography. Lenore Coltheart (Hrsg.), Federation Press, 2004, ISBN 1-86287-502-2.
- Truth or Repose. Australasian Book Society, 1966.

## Weiterführende Literatur
- "Chambers Biographical Dictionary", Edinburgh 2002, S. 1066, ISBN 0-550-10051-2.
- Lenore Coltheart: "Jessie Street and the Soviet Union" in Political Tourists: Travellers from Australia to the Soviet Union in the 1920s–1940s, Sheila Fitzpatrick, Carolyn Rasmussen (Hrsg.), Melbourne University Press, 2008, ISBN 0-522-85530-X.
- Heather Radi: Jessie Street, Documents and Essays, Women's Redress Press, 1990, ISBN 1-875274-03-0.
- Peter Sekuless: Jessie Street, a rewarding but unrewarded life, Prentice Hall, 1978, ISBN 0-7022-1227-X.
- Eric Russell: Woollahra – a History in Pictures, John Ferguson Pty Ltd, 1980, ISBN 0-909134-23-5.

## Nachweise
1. ↑  National Archives of Australia
2. ↑  Australian Women's Archives Project
3. ↑  Who's Who Legal
4. ↑  National Library of Australia
5. ↑  Aus der Geschichte der Street-Dynastie auf www.abc.net.au

| Personendaten    | Personendaten                             |
| ---------------- | ----------------------------------------- |
| NAME             | Street, Jessie                            |
| ALTERNATIVNAMEN  | Grey, Lady Jessie Mary                    |
| KURZBESCHREIBUNG | australische Frauenrechtlerin und Autorin |
| GEBURTSDATUM     | 1889                                      |
| GEBURTSORT       | Ranchi, Jharkhand                         |
| STERBEDATUM      | 1970                                      |
| STERBEORT        | Sydney                                    |